# Charles Regnaud
Charles Regnaud est un homme politique français né le 11 octobre 1765 à Bourges (Cher) et mort le 9 novembre 1848 à Fontainebleau (Seine-et-Marne).

## Biographie
Notaire, il est fait baron d'Empire en 1814. Il est député du Cher en 1815, lors des Cent-Jours.

## Sources
- « Charles Regnaud », dans Adolphe Robert et Gaston Cougny, Dictionnaire des parlementaires français, Edgar Bourloton, 1889-1891 [détail de l’édition]